# Luigi Bogliolo
Luigi Bogliolo SDB (* 26. Mai 1910 in Vesime; † 21. Juli 1999) war ein italienischer Theologe.

## Leben
Bogliolo war ein bedeutender Interpret der christlichen Philosophie des 20. Jahrhunderts. Er lehrte als Professor für Metaphysik an der Università Pontificia Salesiana und an der Pontificia Università Urbaniana, deren Rektor er von 1974 bis 1977 war.

## Schriften (Auswahl)
- La dottrina spirituale di Fra Battista da Crema, O.P. Torino 1952, OCLC 1131386174.
- Essere e conoscere. Città del Vaticano 1983, OCLC 1272876316.
- Metafisica e teologia razionale. Roma 1988, OCLC 823716947.
- La filosofia cristiana. Il problema, la storia, la struttura. Città del Vaticano 1995, OCLC 797880751.